# Jardin Charles-Trenet
Le jardin Charles-Trenet est un espace vert du 13e arrondissement de Paris, en France.

## Situation et accès
Le jardin est accessible par le boulevard Kellermann, par la rue Brillat-Savarin et par la place de Rungis.
Il est desservi par la ligne 7 à la station Maison Blanche, par la ligne B du RER à la gare de Cité universitaire et par la ligne 3a du tramway d'Île-de-France à la station Poterne des Peupliers.

## Historique
Le jardin est ouvert au printemps 2015 dans le cadre de l'aménagement de la ZAC Gare de Rungis. Son nom rend hommage à l'auteur-compositeur-interprète Charles Trenet (1913-2001).
Depuis septembre 2015, le jardin est le point de départ de la Petite Ceinture du 13e.

## Aménagements
Le jardin est conçu comme un ensemble naturel écologique dans la ville (un écoquartier), avec un écosystème orienté autour de petits étangs. À ce titre, il présente la rareté d'accueillir un couple de héron cendré facilement visible depuis la rue.

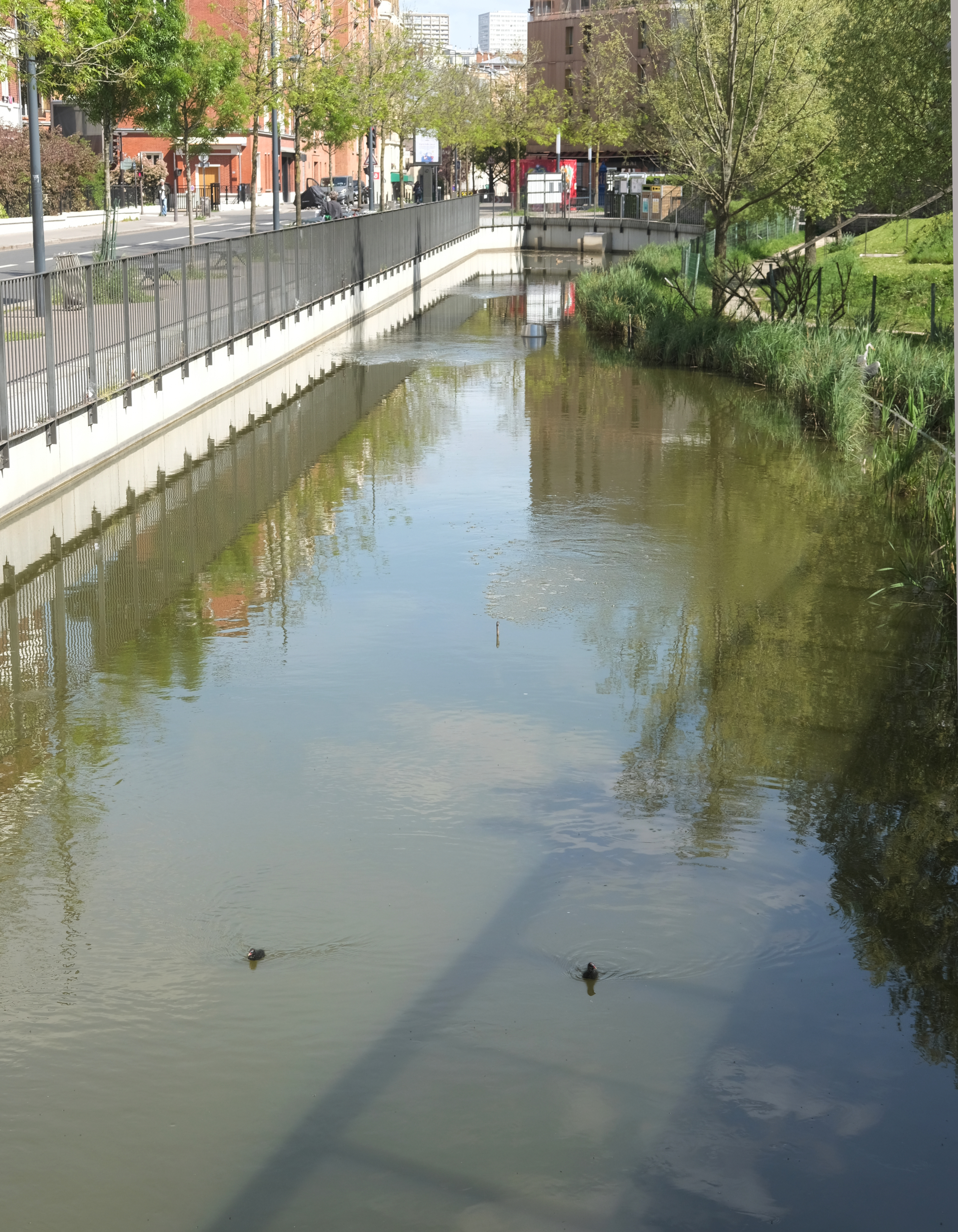
Le Jardin longe la rue Brillat-Savarin.
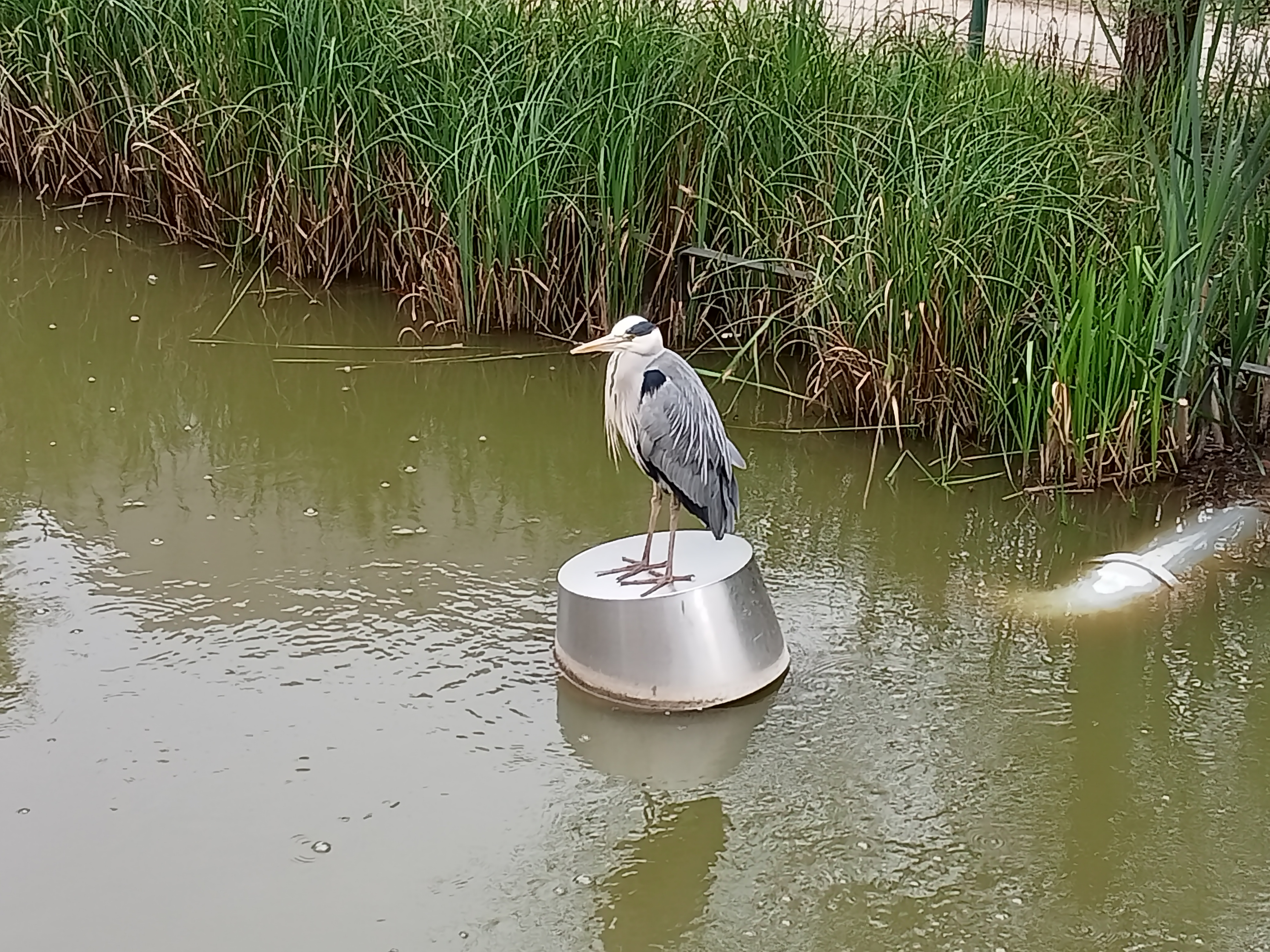
Le héron cendré du jardin, visible de la rue.